# Plouguenast-Langast
Plouguenast-Langast is een gemeente in het Franse departement Côtes-d'Armor (regio Bretagne). De plaats maakt deel uit van het arrondissement Saint-Brieuc. Plouguenast-Langast is op 1 januari 2019 ontstaan door de fusie van de gemeenten Langast en Plouguenast. De gemeente telde 2.390 inwoners op 1 januari 2022.

## Geografie
De oppervlakte van Plouguenast-Langast bedroeg op 1 januari 2022 55,57 vierkante kilometer; de bevolkingsdichtheid was toen 43 inwoners per km².
De onderstaande kaart toont de ligging van Plouguenast-Langast met de belangrijkste infrastructuur en aangrenzende gemeenten.

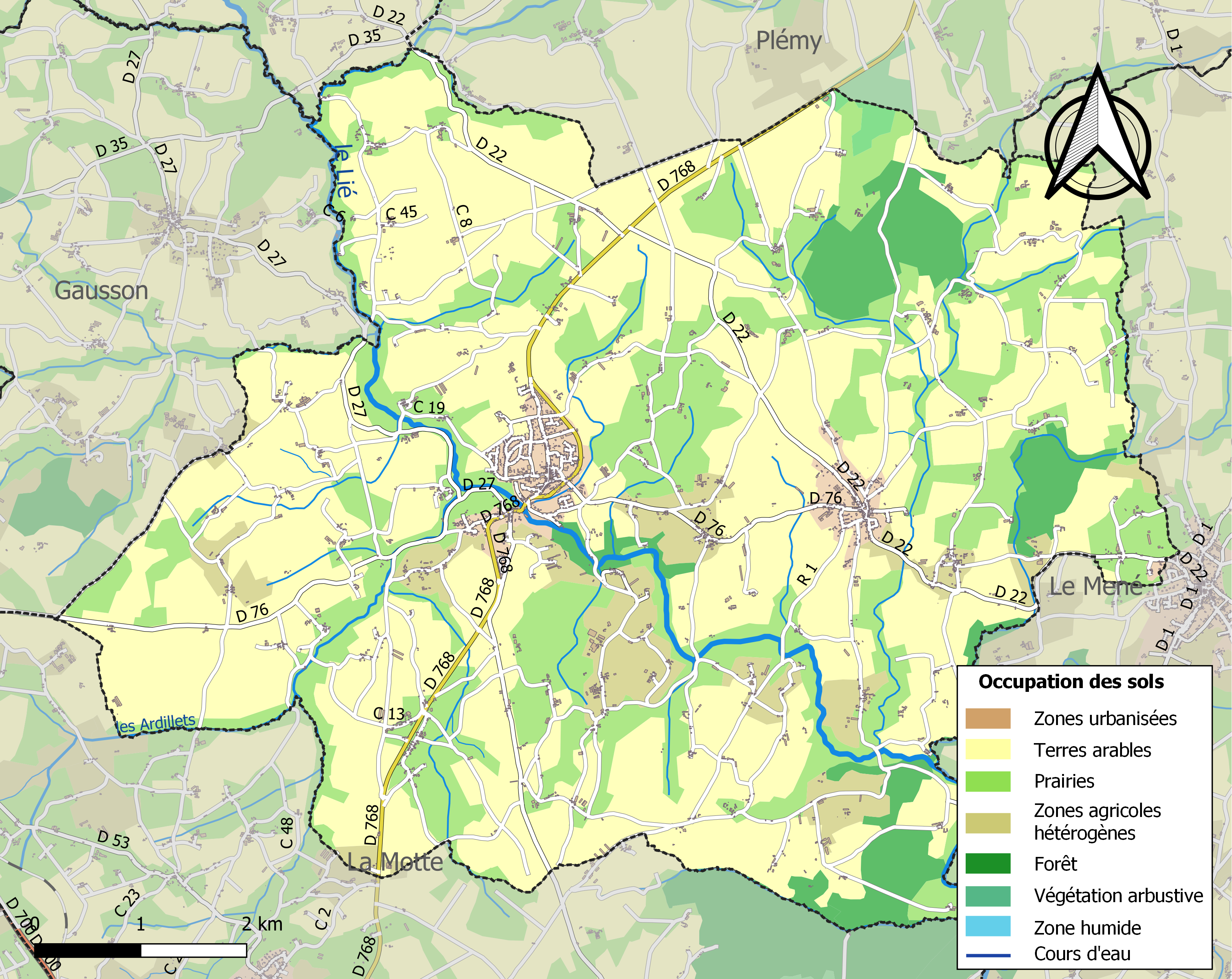